# 황숴원
황숴원(중국어 간체자: 黄烁文, 정체자: 黃爍文, 병음: Huáng Shuòwén, 한자음: 황삭문, 1984년 4월 1일 ~ )은 중국의 배우이다.

## 출연작

### 드라마
- 2017년 유쿠 웹드라마 《백야추홍》 - 야오지 역
- 2018년 베이징 텔레비전 품질극장 《진애적황언지파빙자》 - 아론 역
- 2020년 저장 위성 텔레비전 중국람극장 《아재북경등니》 - 우당란 역
- 2020년 유쿠 웹드라마 《중생》 - 리우하오티엔 역
- 2020년 CCTV-8 황금강당극장 《은비이우대》 - 양쿠이 역
- 2020년 후난위성텔레비전 청춘진행중 《저취시생활》 - 가오산 역
- 2020년 후난위성텔레비전 금응독파극장 《친애적자기》 - 란커 역
- 2021년 후난위성텔레비전 금응독파극장 《백련성강》 - 딩라이시 역
- 2021년 텐센트 웹드라마 《천룡팔부 2021》 - 방보 역
- 2021년 후난위성텔레비전 금응독파극장 《성진대해》 - 아밍 역